# جامع الباشا (الموصل)
جامع الباشا أو جامع الخبازين هو أحد مساجد العراق التاريخية والأثرية، ويقع في سوق باب السراي في الموصل.

## تاريخ الجامع
أنشأه الوزير حسين باشا وأكمل بنائه ابنه الغازي محمد أمين باشا وذلك سنة 1169 هـ
يعتبر هذه الجامع من مساجد الموصل القديمة التي بناها آل جليلي.
للجامع أيضا منارة مئذنة عالية انشاها الغازي محمد أمين باشا وقال عثمان أفندي العمري مؤرخا عمارتها:
وممن شغل منصب الإمامة والخطابة في الجامع الشيخ بشير الصقال.
وكذلك الشيخ أحمد السيد سعدي العاصي كان لديه عدد كبير من طلبة العلوم الشرعية يلقي عليهم الدروس في هذا الجامع.